# Jiangsu Nanjing TV Tower
Jiangsu Nanjing TV Tower foi construída em 1996 na cidade de Nanjing, China. Tem 310,1 m (1 017 pés) e, até julho de 2019, é a 35.ª torre de estrutura independente mais alta do mundo.